# Мюррей, Джек Кит
Джек Кит Мюррей (англ. Jack Keith Murray; 8 февраля 1889 — 10 декабря 1979), часто упоминаемый как Сэр Джек Кит Мюррей — австралийский колониальный администратор, армейский офицер и педагог. Администратор австралийской территории Папуа и Новой Гвинеи и профессор сельского хозяйства Квинслендского сельскохозяйственного колледжа (ныне Университет Квинсленда, кампус Гаттона). Участник первой и второй мировых войн.

## Биография

### Раняя жизнь
Джек Кейт Мюррей родился 8 февраля 1889 года в Брайтоне, Мельбурн, штата Виктория. Брак его родителей распался, когда ему было 2 года, и его мать переехала с ним в Сидней, работая над поиском платы за его обучение в колледже Святого Иосифа в Хантерс-Хилл в 1904 году.
Мюррей поступил в Сиднейский университет в 1908 году и, проработав два года курсантом по сельскому хозяйству в Кауре, получил степень бакалавра наук в области сельского хозяйства в 1914 году и бакалавра искусств в 1915 году.
Поступил на службу в Австралийские имперские силы в 1916 году и был выписан через год. Позже в том же году он повторно поступил на военную службу и служил в Ветеринарном корпусе австралийской армии во Франции с 1918 по 1919 год. Находясь в Европе, Мюррей взял отпуск, чтобы изучать молочные науки в сельскохозяйственном колледже в Шотландии. Прежде чем вернутся в Австралию, Мюррей посетил США.

### Карьера
Мюррей был назначен лектором по молочной бактериологии и технологии в Сельскохозяйственном колледже Хоксбери, а затем в 1923 году стал директором Квинслендской сельскохозяйственной средней школы и колледжа в Гаттоне, Квинсленд. Он женился на Эвелин Эндрюс в 1924 году, выпускнице Сиднейского университета, прежде чем был принят на работу в качестве первого профессора сельского хозяйства в Квинслендском сельскохозяйственном колледже (ныне известном как Квинслендский университет Гаттона). Мюррей работал над повышением уровня образования в области сельскохозяйственных наук. Также Мюррей был председателем Комитета по селекции растений Квинсленда. Он стал президентом Королевского общества Квинсленда в 1936 году. Он также был членом Государственного комитета Квинсленда и Австралийского национального исследовательского совета.
Во время Второй мировой войны Мюррей поступил на службу во Вторые австралийские имперские силы и в 1940 году был назначен командиром 25-го батальона полка Дарлинг-Даунс, руководил обучением персонала Северного командования и дослужился до звания полковника, отвечающего за Учебные базы. Он стал главным инструктором Школы гражданских дел земельного штаба в Дантруне, помогая переучивать бывших военнослужащих после войны. Его жена Эвелин также преподавала в Гаттоне.
Мюррей был назначен администратором австралийских территорий в Папуа и Новой Гвинее с 1945 по 1952 год, был посвящен в рыцари в 1978 году за его вклад в развитие Папуа-Новой Гвинеи по мере её продвижения к независимости. Он вернулся в университет в 1953 году и постоянно работал над проектом, в результате которого был создан Университет Джеймса Кука. Он также был активным членом Комитета по зданиям и территориям Университета Квинсленда, входил в правление Колледжа Кромвеля и был членом комитета Палаты профсоюзов университета, который курировал Студенческий союз. Он был назначен офицером Ордена Британской империи в 1959 году. Он был удостоен звания почетного доктора наук в 1967 году, стал почетным профессором в 1975 году и был произведен в рыцари-командоры Ордена Британской империи в 1978 году. Он также был активным членом Скаутской ассоциации Австралии.

## Смерть и наследие
Мюррей умер в Брисбене 10 декабря 1979 года, у него осталась жена.
В знак признания его приверженности Гаттону и образованию его именем названа Библиотека J.K. Murray. Его документы хранятся в библиотеке Университета Квинсленда.